# Hut (Syria)
Hut (arab. حوط) – wieś w Syrii, w muhafazie As-Suwajda. W 2004 roku liczyła 873 mieszkańców.